# Argyle Sound
Argyle Sound är ett sund i Kanada.   Det ligger i provinsen Nova Scotia, i den sydöstra delen av landet, 800 km öster om huvudstaden Ottawa.
I omgivningarna runt Argyle Sound växer i huvudsak blandskog. Runt Argyle Sound är det mycket glesbefolkat, med 5 invånare per kvadratkilometer.